# Bohdan Gorbaczyński
Bohdan Lech Gorbaczyński (ur. 9 października 1947 w Warszawie, zm. 3 kwietnia 2023 tamże) – polski gitarzysta, a także basista rockowy i popowy. Członek takich zespołów jak m.in. Dzikusy, Pięciu, czy Test. W późniejszym okresie przedsiębiorca.

## Życiorys
Uczęszczał do VIII Liceum Ogólnokształcącego im. Władysława IV w Warszawie. Należał do grupy bigbitowej Dzikusy, w której pełnił rolę gitarzysty. Był basistą warszawskiego zespołu wokalno-instrumentalnego Pięciu z którym związany był od 1967 do rozwiązania grupy w 1971. W tym okresie wystąpił również w głównej roli, w filmie krótkometrażowym Cierpienia młodego Wertera w reż. Tomasza Zygadły.
Od 1971 był członkiem grupy rockowej Test z którą zarejestrował nagrania radiowe, które znalazły się na kompaktowej reedycji jej jedynego longplay’a Test oraz na kompilacji Z Archiwum Polskiego Radia, Vol. 9 – Test. Archiwalne nagrania grupy Test z udziałem Bogdana Gorbaczyńskiego pojawiły się także na płycie Przygoda Bez Miłości wydanej przez Kameleon Records w 2015.
W latach 70. współpracował także z grupą Fair, której liderem był Krzysztof Krawczyk, a od 1976 roku z Trubadurami z którymi koncertował i uczestniczył w nagraniu ich albumu Znowu razem, co miało miejsce w tym samym roku.

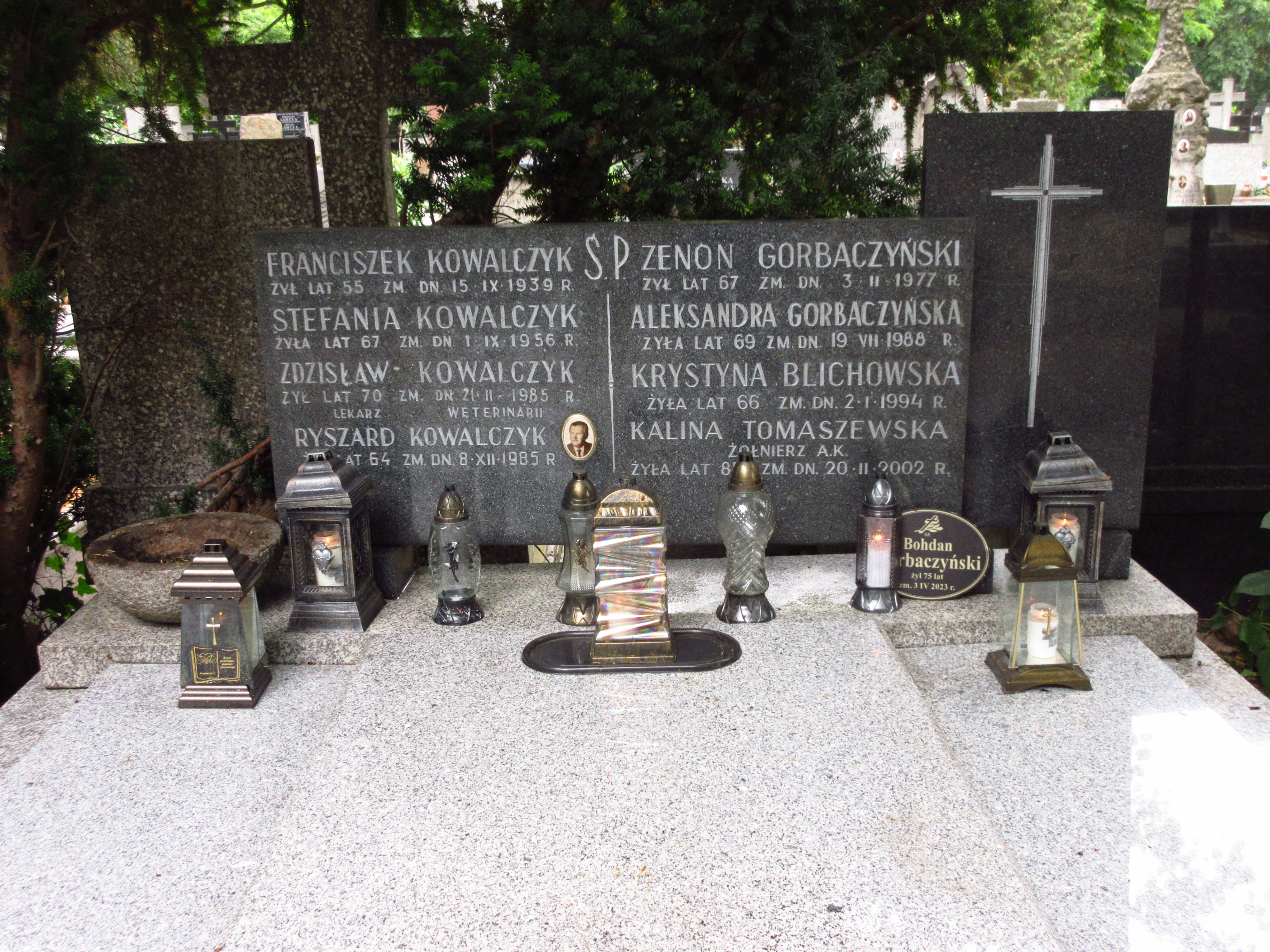
Grób Bohdana Gorbaczyńskiego na Cmentarzu Bródnowskim.

Został pochowany na Cmentarzu Bródnowskim (Sektor 28A, Rząd 1, Nr 29).